# Петрич (община)
Петрич (болг. Община Петрич) — община в Болгарии. Входит в состав Благоевградской области. Население составляет 58 533 человека (на 15 мая 2008 года).
Административный центр — город Петрич.
Кмет (мэр) общины Петрич — Велё Атанасов Илиев (независимый) по результатам выборов.
На крайнем юго-западе общины расположена пограничная гора Тумба.

## Состав общины
В состав общины входят следующие населённые пункты:
1. село Баскалци
2. село Беласица
3. село Богородица
4. село Боровичене
5. село Вишлене
6. село Волно
7. село Габрене
8. село Гега
9. село Генерал-Тодоров
10. село Горчево
11. село Гюргево
12. село Долене
13. село Долна-Крушица
14. село Долна-Рибница
15. село Долно-Спанчево
16. село Драгуш
17. село Дрангово
18. село Дреновица
19. село Дреново
20. село Занога
21. село Зойчене
22. село Иваново
23. село Кавракирово
24. село Камена
25. село Капатово
26. село Кладенци
27. село Ключ
28. село Коларово
29. село Кромидово
30. село Крынджилица
31. село Кукурахцево
32. село Кулата
33. село Кырналово
34. село Марикостиново
35. село Марино-Поле
36. село Мендово
37. село Митино
38. село Михнево
39. село Ново-Кономлади
40. город Петрич
41. село Право-Бырдо
42. село Первомай
43. село Рибник
44. село Рупите
45. село Рыждак
46. село Самуилова-Крепост
47. село Самуилово
48. село Скрыт
49. село Старчево
50. село Струмешница
51. село Тонско-Дабе
52. село Тополница
53. село Чурилово
54. село Чуричени
55. село Чучулигово
56. село Яворница
57. село Яково